# George Verwer
George Verwer (Ramsey (New Jersey), 3 juli 1938 – Londen, 14 april 2023) was een Amerikaans-Britse zendeling en schrijver van christelijke boeken. Hij was de oprichter van Operatie Mobilisatie, een christelijke zendingsorganisatie.

## Levensloop
Hij groeide op in New Jersey en was de zoon van Nederlandse immigranten. Verwer bekeerde zich op de leeftijd van 16 jaar tot het christendom tijdens een evangelisatiecampagne van Billy Graham in Madison Square Garden, New York. Binnen een jaar werden 200 van zijn klasgenoten christen.
Hij kreeg al snel het verlangen om het evangelie van Jezus Christus te verspreiden. Hij begon in 1957 met het verspreiden van het evangelie volgens Johannes in Mexico met twee vrienden. Ze deden dit onder de naam ‘Send the Light’. Dit zouden ze gedurende de volgende zomers blijven doen.
Na de middelbare school ging Verwer naar Maryville College en stapte later over naar Moody Bible Institute, waar hij zijn vrouw Drena ontmoette. Zij trouwden op 31 januari 1960. Drena en George kregen drie kinderen. Verwer kreeg de Britse nationaliteit en vestigde zich in Kent.
In 1960 vertrokken ze naar Spanje. In 1961 werd Verwer in de Sovjet-Unie voor een spion aangezien en gearresteerd, hij is daarna uitgezet en keerde terug naar Spanje. In 1963 werd er begonnen met zomeracties, in dat jaar deden er tweeduizend jongeren mee met een evangelisatieactie in Europa. In 1966 ontstond het idee voor een eigen schip dat in 1971 werd aangekocht en Logos is genoemd. Door de jaren heen woonde Verwer met zijn gezin onder andere in India, Nederland en het Verenigd Koninkrijk. In augustus 2003 droeg Verwer de leiding van Operatie Mobilisatie over aan Peter Maiden.
Kenmerkend voor Verwer was zijn outfit – een wit windjack met een wereldkaart erop - dat hij bij zijn preken bijna altijd droeg.